# غاف روجاسي
غاف روجاسي (الاسم العلمي: Prosopis rojasiana)،شجيرة أو شجرة شوكية عديمة الأوراق تقريبًا من فصيلة البقولية. موطنها باراغواي في غابات تشاكو الشمالية في التربة الطينية. ارتفاعها من 2 إلى 6 أمتار. ثمرتها قرنية تنقسم إلى أجزاء كل جزء يحوي بذرة واحدة.
اسم النوع مُهدى لعالم النبات الباراغواياني تيودورو روجاس.